# Гранични прелаз Вршка Чука
Вршка Чука је гранични прелаз између Србије и Бугарске на европском коридору Е761. Са српске стране најближи град је Зајечар, а са бугарске Кула. Обе државе имају исти назив за граничне прелазе.